# Einar Sigurdsson
Einar Sigurdsson (tué le 14 octobre 1020), en vieux-norrois Einarr Raugmundr  (i.e Bouche-Torse) fut un comte des Orcades de 1014 à 1020. 

## Origine
Einar Sigurdsson est le troisième des trois fils nés de la première union du Jarl Sigurd Digri qui se partagent les îles après la mort de leur père pendant que leur demi-frère cadet règne sous la protection de son grand-père maternel le roi Malcolm II d'Écosse sur le Caithness et le Sutherland.

## Règne
Einar reçoit initialement l'est de Mainland les paroisses d'Orphir et de Stromness et des îles du sud, Hoy et South Ronaldsay Contrairement à ses deux autres frères, Einar « revêche, réservé et têtu, ambitieux et cupide, et grand homme de guerre  », cherche clairement à réunir l'ensemble des Orcades sous son unique gouvernement. 
En 1015 après la mort de Sumarlidi Sigurdsson il s'empare de la part des îles du défunt au détriment du jeune Thorfinn Sigurdsson. 
Einar levait chaque année des contributions importantes afin de financer ses expéditions guerrières. Une Année il reproche violemment à Throkel, le fils d'un riche et puissant homme de Mainland nommé Amundi, de prendre le parti des « Boendr »  contre lui lors des « Thing ». Sur les conseils de son père Thorkel se met en sécurité au Caithness où il devient « fostri » i.e: père adoptif du jeune Thorffin. 
Un été pendant que le Jarl Einar guerroyait en Irlande contre un roi nommé dans la Saga « Konofogor » il fait mettre à mort  un Jarl Norvégien Eyvindr « corne d'auroch » immobilisé dans l'île par les intempéries. Selon sa Saga Le roi Olaf II de Norvège à l'annonce de cette nouvelle « ne dit pas grand-chose mais on vit bien qu'il tenait cela pour une grande perte et qu'on l'avait fait pour le défier ».
Einar soupçonnait Thorkel Amundisson  d'être à l'origine de la  revendication de Thorfinn d'obtenir une part des îles. Craignant pour sa sécurité maintenant même au Caithness Thorkel s'en va en Norvège et passe l'hiver chez le roi où il est « tenu en grande faveur ». Le roi Olaf II découvre qu'il évoque les deux jarls bien différemment : Il était un grand ami de Thorfinn mais avait beaucoup à dire d'Einar. Au printemps suivant le roi le renvoi avec un bateau et des hommes aux Orcades.    
Dans ces conditions, c'est sans doute avec l'accord sinon sur l'ordre du roi Olaf II de Norvège que Einar est tué le 14 octobre 1020 par Thorkel le « Père adoptif » de Thorfinn Sigurdsson alors qu'il était son hôte dans sa résidence de Sandvick sur Rousay. Thorkell se rend immédiatement en Norvège où il est bien reçu par le roi qui se déclare satisfait de cet acte. Les territoires contrôlés par Einar passent à son frère Brusi.